# Juan Pablo Ángel
Juan Pablo Ángel, född 24 oktober 1975 i Medellín, är en colombiansk före detta fotbollsspelare. Han hade nr. 9 på ryggen i sin senaste klubb Atlético Nacional, i Categoría Primera A. 
Ángel startade proffskarriären 1993 i Atlético Nacional i hemstaden Medellín. I denna klubben gjorde han 57 matcher och 9 mål. 1997 såldes han till argentinska CA River Plate där han stannade till och med 2000. I River Plate gjorde Ángel 91 matcher och 45 mål. Nu var det dags för colombien att korsa Atlanten och börja spela i Aston Villa. Ángel spelade 175 ligamatcher och gjorde 44 mål för Birmingham-klubben.